# Защита диапазона режимов полёта

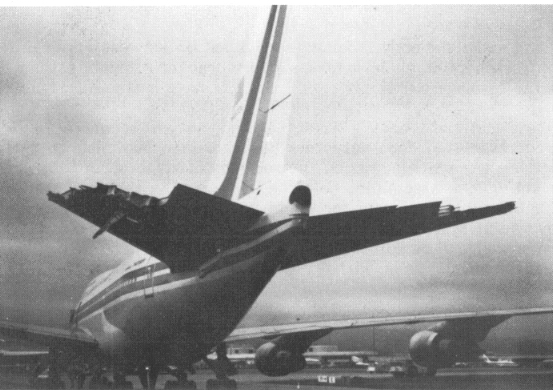
Повреждения самолёта в результате выхода за пределы диапазона режимов полёта с целью восстановления управления после потери высоты 3000 м за 20 секунд

Диапазон режимов полёта — пользовательский интерфейс электродистанционной системы управления самолётом, предотвращающий ошибки управления или намеренные действия пилота, которые могут привести к превышению структурных или аэродинамических эксплуатационных ограничений. В различных вариантах он используется на всех современных самолётах с ЭДСУ. Основным преимуществом системы является предоставление пилотам возможности быстро реагировать на критические ситуации без риска для безопасности самолёта и пассажиров.

## Задачи
Каждый самолёт имеет диапазон режимов полёта, ограничивающий его безопасную эксплуатацию в отношении таких параметров, как минимальную и максимальную скорость полёта и эксплуатационную прочность. Бортовой компьютер рассчитывает диапазон режимов полёта, добавляет запас по безопасности и использует эту информацию, чтобы не допустить выполнение пилотами действий с органами управления, которые выведут самолёт за пределы этого диапазона. Например, если пилот берёт джойстик на себя, чтобы поднять нос самолёта, компьютеры, отвечающие за защиту диапазонов режимов полёта не допустят увеличения угла атаки до значений, приводящих к сваливанию. Даже если пилот будет продложать движения джойстика на себя, защита диапазонов режима полёта будет игнорировать эти команды. Таким образом, защита диапазонов режима полёта может повысить безопасность самолёта, позволяя ему в аварийной ситуации использовать максимальные углы крена и тангажа, но не допуская при этом выхода самолёта на недопустимые режимы.
Примерами могут служит ситуации, когда пилоту необходимо предпринять манёвр уклонения в ответ на предупреждения системы предотвращения столкновения с землёй или системы предотвращения столкновений в воздухе. По словам представителей Airbus, в таких случаях, не имея системы защиты диапазонов режимов полёта, «вы будете стараться не допускать резких манёвров, боясь, что они приведут к потере управляемости. Вам нужно будет удерживать перегрузки в перелах 2,5 g, но при приближении к такой перегрузки вы не сможете её почувствовать, поскольку гражданские пилоты крайне редко летают с такими перегрузками. Однако в Airbus A320 вам не нужно сомневаться: просто тащите джойстик на себя - о вашей безопасности позаботится самолёт» Airbus утверждает: «защита диапазонов режимов полёта не ограничивает пилота, а наоборот - даёт ему большую свободу в принятии решений и тем самым повышает безопасность».

## Boeing и Airbus
Airbus A320 стал первым коммерческим авиалайнером, имеющим полную защиту диапазона режимов полёта (full flight-envelope protection), внедрённую в его систему управления полётом. Инициатором разработки системы был бывший старший вице-президент компании Бернард Циглер. В самолётах Airbus пилот не может полностью обойти защиту диапазонов режима полёта, однако экипаж может уйти на запредельные режимы, выбрав альтернативный «закон управления». Boeing применяет другой подход. В модели Boeing 777 пилот может выйти за пределы диапазона режимов полёта, приложив избыточное усилие к органам управления.

## Происшествия

### Рейс 006 China Airlines
Одним из аргументов, часто используемых противниками жёсткой защиты диапазонов режимов полёта является происшествие с рейсом 006 авиакомпании China Airlines возле Сан-Франциско в 1985. В этом полёте, выполнявшемся на самолёте Boeing 747SP, экипаж был вынужден выйти за безопасные режимы полёта, что привело к повреждению горизонтального стабилизатора самолёта, чтобы выйти из глубокого крена и пике. Крен и пике были вызваны неверными действиями экипажа при отказе одного из двигателей и отключении автопилота. Пилот восстановил контроль над самолётом на высоте около 3000 метров (после пикирования с эшелона 10600 м). Однако для этого пилоту пришлось произвести манёвр, приведший к перегрузкам в 5.5 G, которые вдвое превышают предельные расчётные. Если бы на самолёте была установлена защита диапазонов режимов полёта, такие манёвры выполнить не удалось бы. Airbus возражает на такую критику, заявляя, что A320 в такой ситуации «никогда не начал бы просто падать: система защиты режимов полёта продолжала бы прямолинейный полёт, автоматически скомпенсировав возросшее сопротивление неисправного двигателя».

### Рейс 705 FedEx
Во время рейса 705 компании FedEx, выполнявшегося самолётом McDonnell Douglas DC-10-30, бортинженер, ожидающий увольнения, напал на экипаж в попытке угнать самолёт и протаранить здания штаб-квартиры FedEx, чтобы его семья могла получить страховую компенсацию. После нападения серьёзно раненные пилоты смогли успешно посадить самолёт. Чтобы справиться с нападавшим, им пришлось произвести ряд манёвров (включая бочку) и войти в настолько крутое пике, что самолётные системы не могли отображать истинную скорость полёта. Если бы на самолёте была установлена жёсткая система защиты режимов полёта, всё могло закончиться не так успешно.

### Посадка на воду
Рейс 1549 авиакомпании US Airways вскоре после взлёта столкнулся со стаей птиц, что привело к потере тяги двигателей. Пилотам удалось посадить самолёт на реку, сохранив жизни всем пассажирам и членам экипажа на борту. Своевременный запуск вспомогательной силовой установки и аварийной турбины позволил сохранить работоспособность бортового компьютера, который автоматически поддерживал оптимальное положение самолёта, позволяя пилотам полностью сосредоточиться на управлении.
В подобной ситуации оказался пилот самолёта Boeing 767 авиакомпании Ethiopian Airlines, выполнявшего рейс 961. Самолёт был захвачен террористами, потребовавшими лететь в Австралию. Однако самолёт не был заправлен для такого перелёта, и после выработки топлива пилоту пришлось сажать самолёт на воду. Перед самым касанием воды самолёт, не оборудованный системой защиты диапазона режимов полёта, накренился влево, зацепил воду крылом и разрушился. Из 178 человек на борту 125 погибли, ещё 50 получили травмы.